# スルファジミジン
スルファジミジン（英：Sulfadimidine ）または、スルファメタジン（英：Sulfamethazine ）は、スルホンアミド系抗菌薬である。
スルファジミジン（SDIや一般的に用いられるが確実性の低いbSDD）、スルファメタジン（SMT、や一般的に用いられるが確実性の低いc SMZ）のように標準化されていない略語があるa。他の名称としてスルファジメラジン、スルファジメジン、スルファジメチルピリミジンなどがある。